# Oda Larsen
Oda Larsen, född 24 januari 1886 i Köpenhamn, död 7 mars 1920, var en dansk skådespelare.

## Filmografi
- 1914 – Letsind
- 1917 – Det Store Mørke
- 1918 – Ægteskabshaderne - mor Josta
- 1919 – En ung mans väg ... - Borgs hustru
- 1920 – Skomakarprinsen - Amalia Karlsson
- 1921 – Hans Ungdomsbrud